# Freyia nigrita
Freyia nigrita är en tvåvingeart som beskrevs av Malloch 1928. Freyia nigrita ingår i släktet Freyia och familjen lövflugor.
Artens utbredningsområde är Costa Rica. Inga underarter finns listade i Catalogue of Life.